# Розелла Бресія
Розелла Бресія (20 серпня 1971 , Мартіна-Франка, Апулія ) — Італійська телеведуча, радіоведуча і танцюристка. Брала участь в Uman — Take Control! на Italia 1 і Baila! на Canale 5.

## Фільмографія

### Акторка
| Рік  | Назва                                          | Роль                          | Примітки                           |
| ---- | ---------------------------------------------- | ----------------------------- | ---------------------------------- |
| 2004 | Дон Маттео                                     | Вероніка Марі                 | Епізод: «Повороти серця»           |
| 2009 | Так роблять усі                                | Rossella/ Various             | Скетч-комедійне шоу                |
| 2010 | Transformice                                   | Cappotto (озвучка)            | Короткометражний фільм             |
| 2012 | Ласкаво просимо до столу — Північ проти Півдня | Вероніка Аббіаті              | Головна роль (сезон 1); 16 епізод  |
| 2018 | Собаки під прикриттям                          | Розелла, собака (озвучка)     | Італійська роль закадрового голосу |
| 2019 | Зовсім інше життя                              | Багата жінка                  | Камео                              |
| 2019 | Історія іграшок 4                              | Літаюча танцюристка (озвучка) | Італійська роль закадрового голосу |
| 2019 | Дорога до Лимонного гаю                        | Марія                         |                                    |

### Як телеперсона
| Рік       | Назва                                       | Роль                                  | Примітки                         |
| --------- | ------------------------------------------- | ------------------------------------- | -------------------------------- |
| 1995      | Рекорд літа 1995 року                       | В ролі самої себе / Танцюристка       | Щорічний музичний фестиваль      |
| 1995      | Серця і монети                              | В ролі самої себе / Танцюристка       | Естрадна вистава                 |
| 1997      | Під чиєю чергою                             | В ролі самої себе / Танцюристка       | Телевікторина (сезон 2)          |
| 1997–2002 | Весела неділя                               | В ролі самої себе / Танцюристка       | Естрадна вистава (сезони 10–14)  |
| 2000–2002 | Ви отримали пошту                           | В ролі самої себе / Репортерка        | Реаліті шоу (сезони 1–5)         |
| 2002–2003 | Друзі Марії де Філіппі                      | В ролі самої себе / Викладачка танців | Шоу талантів (сезон 2)           |
| 2004–2010 | Колорадо                                    | В ролі самої себе / Ведуча            | Естрадна вистава (сезони 2–10)   |
| 2008      | 2008 Wind Music Awards                      | В ролі самої себе / Ведуча            | Церемонія нагородження           |
| 2008      | Miss Muretto                                | В ролі самої себе / Суддя             | Конкурс краси                    |
| 2011      | Друже, мій найкращий друг                   | В ролі самої себе / Ведуча            | Документально-драматичний серіал |
| 2011      | Умань: Візьми під контроль                  | В ролі самої себе / Ведуча            | Реаліті шоу                      |
| 2011      | Танцюй !                                    | В ролі самої себе / Суддя             | Шоу талантів                     |
| 2012      | Мамоні: Хто хоче вийти заміж за мого сина ? | В ролі самої себе / Ведуча            | Реаліті шоу                      |
| 2016      | Новорічна ніч з Джіджі Д'Алессіо            | В ролі самої себе                     | Особливий                        |
| 2017      | Маленькі Гіганти                            | В ролі самої себе / Тренерка          | Шоу талантів (сезон 2)           |
| 2017      | Музичний фестиваль Кастрокаро 2017          | В ролі самої себе / Ведуча            | Церемонія нагородження           |
| 2017–2018 | RDS Academy                                 | В ролі самої себе / Ведуча            | Шоу талантів (сезони 4–5)        |
| 2019      | Prodigies — Музика — це життя               | В ролі самої себе / Суддя             | Шоу талантів (сезон 4)           |